# クアレドロ

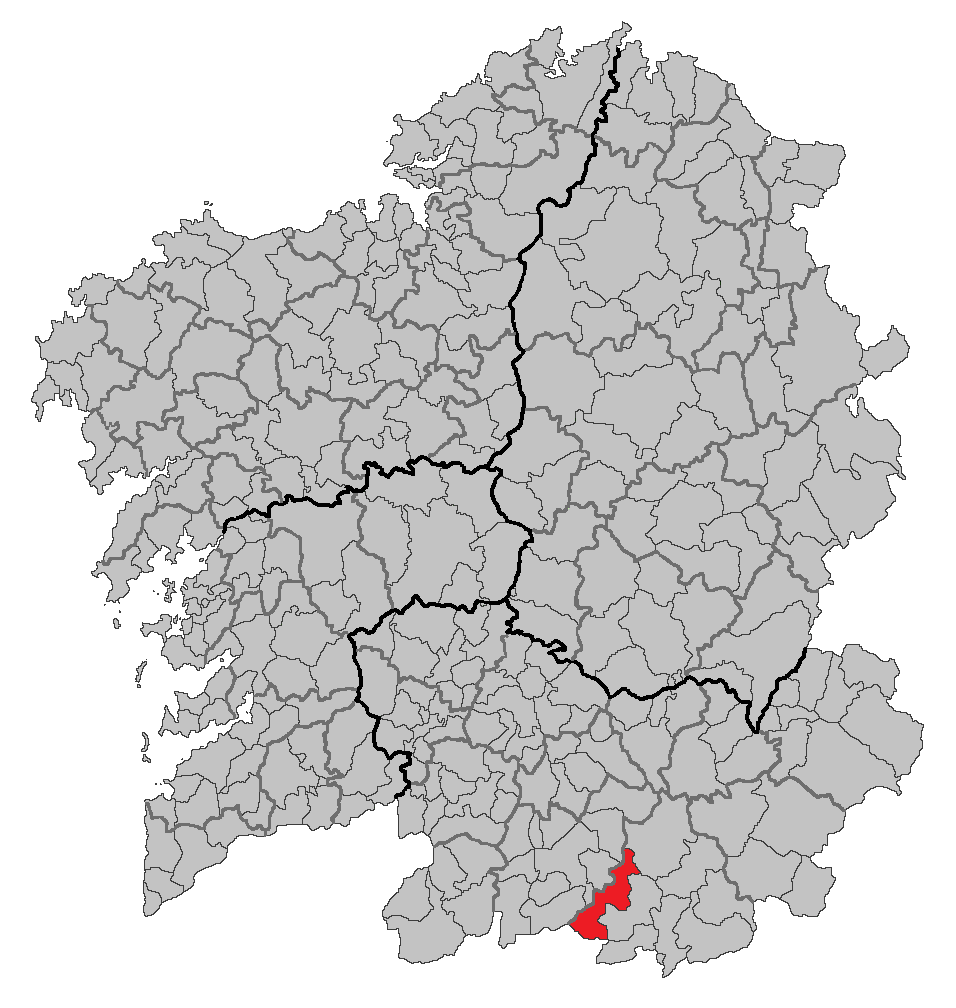

クアレドロ（Cualedro）はスペイン、ガリシア州、オウレンセ県の自治体、コマルカ・デ・ベリンに属する。スペイン国立統計局によると、2010年の人口は2,041人（2009年：2,049人、2003年：2,316人）。
ガリシア語話者の自治体人口に占める割合は98.90％（2001年）。

## 地理
クアレドロはオウレンセ県の中部に位置し、コマルカ・デ・ベリンに属する。北部はサレアウス、ラサ、東はモンテレイと、西はバルタール、シンソ・デ・リミア、トラスミーラスの各自治体と隣接、南はポルトガルと接している。自治体中心地区はクアレドロ教区のクアレドロ地区。
クアレドロはベリン司法管轄区に属し、宗教的にはオウレンセ司教区の管轄下にある。

### 人口
住民は10の教区の20の集落に居住する。
| クアレドロの人口推移 1900－2010                         |
|                                                         |
| 出典:INE（スペイン国立統計局）1900年 - 1991年、1996年 - |

## 政治
自治体首長はガリシア国民党（PPdeG）のルシアーノ・リベーロ・クケーホ（Luciano Rivero Cuquejo）、自治体評議員はガリシア国民党：8、ガリシア社会党（PSdeG-PSOE）：2、ガリシア民族主義ブロック（BNG）：1となっている（2007年の自治体選挙の結果、得票順）。

## 史跡
- サン・ミジャーオのカストロ（Castro de San Millao） - サンタ・マリーア・デ・サン・ミジャーオ教区に残されているカストロ遺跡。

## 教区
クアレドロは10の教区に分けられる。太字は自治体中心地区のある教区。
- アタス（サンタ・マリーア）
- バルドリス（サン・バルトロメウ）
- カルソア（サン・ローケ）
- クアレドロ（サンタ・マリーア）
- ルセンサ（サンタ・マリーア）
- モンテス（サンタ・バイア）
- レボルドンド（サン・マルティーニョ）
- サン・ミジャーオ（サンタ・マリーア）
- ビレーラ（サンティアーゴ）
- トレス（サン・サルバドール）